# مورتن بيرغسن
مورتن بيرغسن (بالنرويجية البوكمول: Morten Bergesen)‏ هو مجدف نرويجي، ولد في 9 يونيو 1974 في ستافانغر في النرويج.

## وصلات خارجية
- مورتن بيرغسن على موقع الاتحاد الدولي للتجديف (الإنجليزية)
- مورتن بيرغسن على موقع أوليمبيديا (الإنجليزية)